# 6.5-284ノルマ
6.5-284ノルマ (英：6.5-284 Norma) とは、.284ウィンチェスターを 6.5 mm にネックダウンしたものをベースとしたワイルドキャット・カートリッジである。

## 歴史
親薬きょうの.284ウィンチェスターは1963年ごろに作成されたが広く商用に普及しているとは言えない。6.5口径ではより長く空力的に良い弾頭を使用できる。
1999年、ノルマが CIP に規格を提出し、6.5mm-284ノルマとして標準化された。

## 用途
6.5-284ノルマはベンチレスト射撃競技で広く使用されており、また非常に精度の高い長距離用装弾として知られている。Rich DeSimone は6.5-284の改良版を使用して 1,000 yd (914.4 m) で 1.564 in (39.73 mm) という世界記録を樹立した。
その後、この Rich DeSimone の 1,000 yd (914.4 m) の記録は、.338ラプア・マグナムベースの.300ハルクというワイルドキャット実包を使用して 1.403 in (35.64 mm) のグルーピングを記録した Tom Sarver によって2007年に破られた。
一方で、ほとんどの狩猟用ライフルでは 100 yd (91.4 m) から 200 yd (182.9 m) で同じようになる。140 gr (9.1 g) の弾頭では  3,000 ft/s (914 m/s) までは安全に運用できる。またこの口径では多くの人気のあるハンティング用の弾があり狩猟用の装弾としても最適である。